# Motocross delle Nazioni 2008
Il Motocross delle Nazioni 2008 (conosciuto anche con i nomi Motocross des Nations, Motocross of Nations o MXDN), evento giunto alla sessantaduesima edizione, si è disputato a Donington Park nel Regno Unito nei giorni 27-28 settembre 2008. È stato vinto dalla squadra statunitense, davanti al team francese e belga.

## Gare

### Gara 1 (MX1 & MX2)
| Pos. | Pilota             | Moto     | Tempo  |
| ---- | ------------------ | -------- | ------ |
| 1    | James Stewart      | Kawasaki | 35'25" |
| 2    | Sébastien Pourcel  | Kawasaki | a 21"  |
| 3    | David Philippaerts | Yamaha   | a 33"  |
| 4    | Jonathan Barragan  | KTM      | a 35"  |
| 5    | Julien Bill        | Honda    | a 44"  |
| 6    | Billy Mackenzie    | Honda    | a 50"  |
| 7    | Joshua Coppins     | Yamaha   | a 51"  |
| 8    | Ken de Dycker      | Suzuki   | a 52"  |
| 9    | Tommy Searle       | KTM      | s.t.   |
| 10   | Ryan Villopoto     | Kawasaki | a 53"  |

### Gara 2 (MX2 & Open)
| Pos. | Pilota          | Moto     | Tempo   |
| ---- | --------------- | -------- | ------- |
| 1    | Ryan Villopoto  | Kawasaki | 36'14"  |
| 2    | Steve Ramon     | Suzuki   | a 24"   |
| 3    | Tommy Searle    | KTM      | a 25"   |
| 4    | Cody Cooper     | Suzuki   | a 27"   |
| 5    | Alex Salvini    | Suzuki   | a 39"   |
| 6    | Zachary Osborne | Yamaha   | a 46"   |
| 7    | Nicolas Aubin   | Yamaha   | a 48"   |
| 8    | Michael Byrne   | Suzuki   | a 49"   |
| 9    | Tim Ferry       | Kawasaki | a 51"   |
| 10   | Brett Metcalfe  | Kawasaki | a 1'05" |

### Gara 3 (MX1 & Open)
| Pos. | Pilota            | Moto     | Tempo  |
| ---- | ----------------- | -------- | ------ |
| 1    | Sébastien Pourcel | Kawasaki | 35'55" |
| 2    | Tanel Leok        | Kawasaki | a 5"   |
| 3    | Maximilian Nagl   | KTM      | a 26"  |
| 4    | Ken de Dycker     | Suzuki   | a 37"  |
| 5    | Tim Ferry         | Kawasaki | a 40"  |
| 6    | Joshua Coppins    | Yamaha   | a 42"  |
| 7    | Julien Bill       | Honda    | s.t.   |
| 8    | Chad Reed         | Suzuki   | a 43"  |
| 9    | Jonathan Barragan | KTM      | a 53"  |
| 10   | Nicolas Aubin     | Yamaha   | a 57"  |

## Classifica finale
| Pos. | Squadra       | Punti |
| ---- | ------------- | ----- |
| 1    | Stati Uniti   | 26    |
| 2    | Francia       | 31    |
| 3    | Belgio        | 41    |
| 4    | Regno Unito   | 42    |
| 5    | Italia        | 45    |
| 6    | Australia     | 55    |
| 7    | Spagna        | 58    |
| 8    | Nuova Zelanda | 63    |
| 9    | Svizzera      | 82    |
| 10   | Germania      | 96    |